# Румънско участие в Сталинградската битка
Участието на Румъния в битката при Сталинград през 1942 – 1943 г. е част от приноса на страната в бойните действия на Източния фронт по време на Втората световна война. Като съюзник на Хитлерова Германия, Румъния подпомага усилията ѝ за завземане на Сталинград и Кавказ и дава голяма част от жертвите вследствие от поражението.

## Предистория
Румъния става част от Тристранния пакт през ноември 1940 г. Няколко месеца по-рано Съветският съюз анексира Северна Буковина и Бесарабия. Затова през юни 1941 г. режимът, начело с генерал Йон Антонеску, се включва във войната срещу СССР на страната на Хитлерова Германия. Възползвайки се от първоначалните успехи на операция „Барбароса“, още през юли същата година румънските войски завземат Буковина и Бесарабия, а през октомври влизат в Одеса. Въпреки че с това румънските цели във войната са изпълнени, през 1942 г. Антонеску дава близо 400 000 войници за лятното настъпление на Вермахта в Украйна и Южна Русия. Тези сили вземат участие в битките при Харков, Севастопол и Керч през май, а през юни и юли се включват в операция „Блау“ и настъплението към Кавказ и Сталинград.

## Участие в началната фаза на битката
В боевете на подстъпите към Сталинград взема участие 6-и румънски корпус. Със своите четири пехотни дивизии корпусът влиза в състава на немската 4-та танкова армия, която през август 1942 г. си пробива път през река Аксай югозападно от града. През септември, когато започва щурмът на самия Сталинград, 6-и и пристигналият 7-и корпус заемат за отбрана южния фланг на германските войски, предвождани от Фридрих Паулус и Херман Хот. След като повечето германски части от група армии „Б“ се стичат към Сталинград, през септември – октомври по протежение средното течение на Дон се разполагат унгарски и италиански войски със задачата да бранят северния фланг на Паулус. На този участък от фронта е разположена и 3-та румънска армия под командването на генерал Петре Думитреску. В състава ѝ влизат 1-ви, 2-ри, 4-ти и 5-и армейски корпус и резерв – общо единадесет дивизии (в т. ч. осем пехотни, две кавалерийски и една танкова).
Тези сили не са равностойни на противника срещу себе си. Румънските дивизии са разтеглени на широк фронт. На Дон всяка от тях отбранява участък със средна дължина от 20 – 24 км, а южно от Сталинград – между 25 и 40 км. Голяма част от тези участъци са оставени без минни полета и телени заграждения. Равнинният характер на местността е удобен за танкова атака. Единствената сериозна естествена преграда пред 3-та армия е река Дон, но Червената армия разполага с широки плацдарми на десния ѝ бряг. Германското командване не предприема мерки за своевременно ликвидиране на тези изходни точки за бъдещото съветско контранастъпление. 75-милиметровите и 37-милиметровите оръдия, както и чешките и френските леки танкове, използвани от румънските войски, са неефективни срещу съветската бронирана техника. Румънците не разполагат с достатъчно моторизиран транспорт, нито с адекватни мобилни резерви за запушване на евентуални пробиви в отбранителната линия.
До началото на операция „Уран“ румънските позиции на юг от Сталинград са подложени неколкократно на съветски удари, но удържат фронта. На 20 ноември 6-и и 7-и корпус са отделени от немската 4-та танкова армия и сформират 4-та румънска армия начело с генерал Константин Константинеску.

## Разгром
В рамките на съветската атака, което започва на 19 – 20 ноември 1942 г., главният натиск е съсредоточен върху румънските войски по двата фланга на германската сталинградска групировка. Първият удар (на 19 ноември) понасят войските на Думитреску на фронта между Серафимович и Клетская. Атаките на съветската пехота са отразени, но отбраната поддава, след като командващият Югозападния фронт генерал Николай Ватутин вкарва в боя танковите си части. Малобройните германско-румънски резерви не успяват да ограничат съветското напредване и едва успяват да се спасят от обкръжение. Части от пет дивизии начело с генерал Ласкар (общо 27 000 души) не отстъпват навреме и през нощта на 23 срещу 24 ноември са принудени да капитулират край Распопинская. Остатъците от 3-та армия успяват да се закрепят временно на река Чир, а 1-ви армейски корпус запазва още около месец позициите си на Дон.
4-та армия е атакувана на 20 ноември и още същия ден е обърната в бягство. Разгромът на румънците позволява на съветските войски да обходят немската 6-а армия и части от 4-та танкова армия и да ги обкръжат (22 – 23 ноември). В „чувала“ край Сталинград попадат и две румънски дивизии – 20-а пехотна и 1-ва кавалерийска.
Макар че търпят тежки загуби (65 000 пленени), на първо време румънските войски извън „котела“ успяват да се реорганизират. Шест дивизии от 6-и и 7-и корпус поемат защитата на фланговете на генерал Хот, който на 12 декември предприема опит за деблокиране на Сталинград чрез настъпление от Котелниково (операция „Зимна буря“). Операцията се проваля и когато съветските сили настъпват на свой ред към Котелниково деморализираните румънски части започват да се разпадат. На 16 – 18 декември Червената армия печели нова победа на среден Дон – в хода на операция „Малък Сатурн“ 8-а италианска армия е разгромена, а заедно с нея и 1-ви румънски корпус. 2-ри корпус не успява да задържи линията на Чир и отстъпва заедно с германските войски, командвани от генерал Карл Холит. За по-малко от два месеца (до началото на януари) от общо 228 000 румънски войници 142 000 са убити, ранени или пленени. Още 12 600 са загубени в обкръжения Сталинград. Загубили боеспособност, в началото на 1943 г. останките от 3-та и 4-та румънска армия са върнати в родината си за възстановяване.